# Vacío de poder
Vacío de poder, vacío de autoridad, vacancia y acefalia (acefalía en América Meridional) es un término usado en política que significa la ausencia de gobernante, dirigente o Gobierno, provocada por diferentes razones. Es uno de los varios significados de anarquía.

## Etimología
El concepto se traduce al inglés literalmente como power vacuum. El vacío de poder se produce en varias situaciones posibles:
- el debilitamiento de la figura de poder,
- el fortalecimiento relativo de un grupo previamente sometido,
- la muerte o desaparición de la figura en el poder,
- un equilibrio frágil entre distintos grupos en pugna.

Existe el dicho de que «nunca existe un vacío de poder por mucho tiempo». Ejemplos de esto son el narcotráfico y la corrupción. Cuando no existe esa autoridad, inmediatamente los grupos sometidos asumirán ese rol vacante, hasta que no puedan por razones inherentes a su falta de organización o dirección, o los quiten sus competidores o alguna otra autoridad superior. Puede ser mediante el retorno de la autoridad previa, una nueva autoridad que sustituya a la previa, o el canibalismo entre los grupos por la supremacía.

## Conceptos

### Ciencia política e historia política
En ciencia política e historia política, es una analogía entre un vacío físico y la condición política «cuando alguien en un lugar de poder ha perdido el control de algo y nadie lo ha reemplazado».  La situación puede ocurrir cuando un Gobierno no tiene un poder o autoridad central identificable. La analogía física sugiere que en un vacío de poder otras fuerzas tenderán a «entrar rápidamente» para llenar el vacío tan pronto se cree, tal vez en forma de una milicia armada o insurgentes, golpe militar, señor de la guerra o dictador. El término también se usa en el crimen organizado cuando una familia criminal se vuelve vulnerable a la competencia.
El orden de sucesión hereditario o estatutario o la planificación efectiva de la sucesión son formas ordenadas de resolver las cuestiones sucesorias en los puestos de poder. Cuando tales métodos no están disponibles, como en las dictaduras fallidas o las guerras civiles, surge un vacío de poder que provoca una lucha por el poder que implica competencia política , violencia o (normalmente) ambas. También puede ocurrir un vacío de poder después de una crisis constitucional en la que grandes porciones del gobierno renuncian o son destituidas, creando una sucesión poco clara.
Los ejemplos históricos incluyen la derrota de Francia en la guerra franco-prusiana, la muerte de Vladímir Lenin en la Unión Soviética y la disminución del poder del Reino Unido y Francia en Oriente Próximo después de la guerra del Sinaí o crisis de Suez.
En el curso de los viajes del tesoro (1405-1433), el Imperio chino bajo la dinastía Ming era la fuerza política y militar dominante en el océano Índico. Sin embargo, en 1433, los chino retiraron su flota del tesoro y dejó un gran vacío en la región.
En 2003, cuando Estados Unidos lideró una coalición para derrocar a Sadam Huseín en la guerra de Irak, la ausencia de un bloque opositor iraquí en guerra con las fuerzas del gobierno significó que una vez removido el Partido Baaz no había elementos locales a la mano para asumir de inmediato los puestos administrativos ahora vacantes. Por esta razón, Paul Bremer fue designado por el gobierno de los Estados Unidos como jefe de Estado interino para supervisar la transición.
En otras intervenciones dirigidas por Occidente, como en Kosovo (1999) y Libia (2011), donde la justificación inicial en cada caso era una «cuestión humanitaria», hubo una oposición activa que luchó sobre el terreno para derrocar a los gobiernos pertinentes (en el caso de Kosovo, esto significó la eliminación de las fuerzas estatales del territorio deseado en lugar de expulsar al propio gobierno). Posteriormente, las entidades sucesoras tomaron el poder de inmediato en Libia y Kosovo.
Los vacíos de poder generalmente ocurren en Estados fallidos, a veces denominados Estados frágiles, donde el Estado ha perdido el poder para evitar que sus ciudadanos formen Estados dentro de los ya existentes, como en Transnistria de la Moldavia postsoviética.

### Derecho parlamentario
En los procedimientos disciplinarios del derecho parlamentario, la moción de declarar vacante la presidencia, declarar la vacancia del presidente o proceso de vacancia se utiliza como medida ante la falta o incumplimiento de deberes del presidente de una asamblea deliberante, cuando las reglas lo permitan. Por lo general, se combina con una moción para elegir un nuevo presidente.
En Robert's Rules of Order Newly Revised (2011) este tipo de moción permite sancionar al ocupante del cargo en caso de que no sea el presidente regular de una sociedad, en cuyo caso es una cuestión de privilegio que afecta a la asamblea. Si el infractor es el presidente regular, no se puede usar la moción para declarar vacante el presidente. Sin embargo, la asamblea podría remover temporalmente al presidente de la reunión usando una suspensión de las reglas. Los estatutos de la organización determinarían cómo remover permanentemente al presidente.
El Demeter's Manual of Parliamentary Law and Procedure (1969) establece que el procedimiento es presentar cargos del presidente por negligencia en el desempeño de su cargo o poner fin a su mandato modificando los estatutos con la debida notificación de todos los miembros; cualquiera de estos métodos requiere dos tercios de los votos.
El Mason's Manual of Legislative Procedure (2000) indica que «un presidente elegido por la cámara puede ser destituido por mayoría de votos de todos los miembros electos, quienes elegirán y calificarán a un nuevo presidente pro tempore; cuando no exista un mandato fijo, un presidente ocupará el cargo a voluntad del cuerpo o hasta que se elija y califique a un sucesor».
Se hizo un intento de deponer a Joseph Gurney Cannon como presidente de la Cámara de Representantes de los Estados Unidos en 1910 y otro contra John Boehner en 2015 usando esta moción.